# Prodecatoma nigra
Prodecatoma nigra är en stekelart som beskrevs av William Harris Ashmead 1904. Prodecatoma nigra ingår i släktet Prodecatoma och familjen kragglanssteklar. Inga underarter finns listade i Catalogue of Life.